# Tavo Burat
Tavo Burat (nascut Gustavo Buratti Zanchi, Stezzano, Llombardia 22 de maig de 1932 - Biella, 2009) fou un polític, poeta i periodista italià de religió valdesa, conegut per la seva defensa del dret de parlar llengües minoritàries, sobretot el piemontès i el francoprovençal.

## Biografia
Va formar-se en dret el 1957 amb una tesi sobre Dret públic al cantó dels Grisons i ensenyà francès a Biella del 1968 al 1994. Fou fundador de la revista piemontesa La slòira i director de la revista ALP del 1974 a 2009, any de la seva mort. Va escriure diversos assajos d'història, especialment sobre el bandolerisme en el nord-oest d'Itàlia i l'heretgia liderada per Fra Dolcino.

## Obra publicada[8]

### En italià
- 1957: Diritto pubblico nel Cantone dei Grigioni
- 1974: La situazione giuridica delle minoranze linguistiche in Italia, dins I diritti delle minoranze etnico-linguistiche
- 1976: In difesa degli altri, dins U. Bernardi, Le mille culture, Comunità locali e partecipazione politica
- 1981: Decolonizzare le Alpi, dins Prospettive dell'arco alpino
- 1989: Carlo Antonio Gastaldi. Un operaio biellese brigante dei Borboni
- 1997: Federalismo e autonomie. Comunità e bioregioni
- 2000: Fra Dolcino e gli Apostolici tra eresia, rivolta e roghi
- 2002: L'anarchia cristiana di Fra Dolcino e Margherita (Ed. Leone & Griffa)
- 2004: Eretici dimenticati. Dal Medioevo alla modernità (Ed. DeriveApprodi)
- 2006: Banditi e ribelli dimenticati. Storie di irriducibili al futuro che viene (Ed. Lampi di Stampa)

### En piemontès
- 1979: Finagi (Ca dë studi piemontèis)
- 2005: Lassomse nen tajé la lenga, (ALP)
- 2008: Poesìe, (Ca dë studi piemontèis)